# Euroskepticism

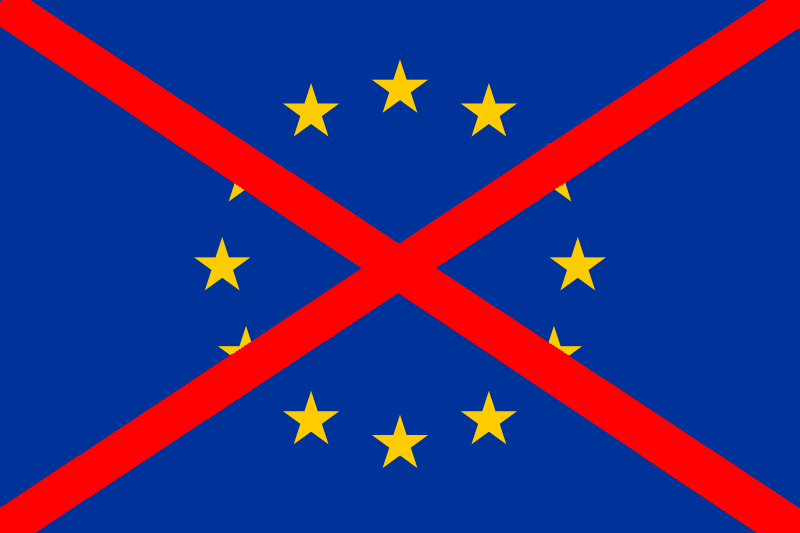
EU:s flagga med ett rött kryss över.

Euroskepticism, eller EU-skepticism, (från engelskans euroscepticism) är skepsis gentemot Europeiska unionen som projekt. Euroskepticismen bygger ofta på en kritik mot vad man ser som EU:s överstatlighet och en önskan om att bevara nationellt självbestämmande.
I valet mellan tanken på "Europas förenta stater", tanken att EU ska i väsentliga avseenden fungera som ett enda land, eller tanken på endast frihandel, och ingen central politisk styrning, eller något mellanting, vill euroskeptikerna ha så lite styrning som möjligt, kanske upplösa EU som projekt helt och hållet. En vanlig hållning inte minst i Sverige, är man intresserar sig för det egna landet, och tycker att EU kan göra som det vill, men det egna landet skall vara utanför.
Euroskepticismen är utbredd bland delar av folket i de flesta av EU:s länder, även bland grundarländerna som till exempel Frankrike, mer utbredd än bland politikerna. Detta har inneburit att förslag som politikerna tagit fram stött på motstånd; mest betydande tillfälle var 2005 när förslaget om Europeiska konstitutionen avslogs i folkomröstningar i Frankrike och Nederländerna.[källa behövs]
Enligt opinionsundersökningar från 2016 var länderna med flest kritiska medborgare Grekland, Frankrike, Spanien och Storbritannien. En undersökning från april 2018 fann att stödet för EU var “det högsta uppmätt sedan 1983”. Nära hälften (48 procent) av de 27 601 EU-medborgarna som utfrågades ansåg att deras åsikt kunde påverka EU, upp från 37 procent 2016, medan 46 procent var av motsatt uppfattning. Två tredjedelar (67 procent) ansåg att deras land hade nytta av medlemskapet och 60 procent ansåg det vara bra att landet var med i EU, vilket var en stor ökning från 2011 då 47 procent uttryckt sig så.

## Bilder

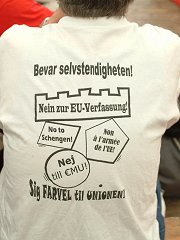
Protesttröja på flera språk, däribland svenska och danska, mot EU.